# Emmanuelle Zoldan
Emmanuelle Zoldan (nascida em 18 de junho de 1977) é uma cantora de ópera francesa, mais conhecida por seu trabalho como música de sessão em bandas de heavy metal como Sirenia, Trail of Tears e Turisas, entre outras. Ela é atualmente a vocalista do Sirenia. 

## Carreira
Zoldan é uma cantora mezzo-soprano operística.  Ela tem combinado suas atividades musicais nos mais diversos gêneros, cantando em várias óperas na França por muitos anos  e trabalhando simultaneamente com algumas bandas de heavy metal e outros projetos pessoais. Duas de suas aparições mais notáveis foram em Existentia (2007) de Trail of Tears e Battle Metal de Turisas (2004), onde ela foi a principal vocalista feminina.
Em 8 de setembro de 2016, a banda norueguesa de metal gótico Sirenia anunciou que Emma seria sua nova vocalista oficial, substituindo a cantora espanhola Ailyn Gimenez. Anteriormente, ela trabalhou regularmente com esse grupo por 13 anos e fez parte do Coro Sireniano . Ela contribuiu com os vocais principais em um cover de Leonard Cohen " First We Take Manhattan ", incluído no EP Sirenian Shores (2004).  

## Discografia

### Com Sirenia
- Dim Days of Dolor (2016)
- Arcane Astral Aeons (2018)
- Riddles, Ruins & Revelations (2021)
- 1977 (2023)

### Com Penumbra
- Seclusion (2003)

### Com Turisas
- Battle Metal (2004)

### Com Sirenia
- An Elixir for Existence (2004)
- Sirenian Shores (EP, 2004)
- Nine Destinies and a Downfall (2007)
- The 13th Floor (2009)
- The Enigma of Life (2011)
- Perils of the Deep Blue (2013)
- The Seventh Life Path (2015)

### Com Trails of Tears
- Existentia (2007)

### Com Mortemia
- Misere Mortem (2010)